# Eulachna
Eulachna é um gênero de traça pertencente à família Agonoxenidae.